# Eva Ludwig (Politikerin, 1939)
Eva Ludwig (* 24. Juni 1939 in Wiesbaden) ist eine hessische Politikerin (CDU) und ehemalige Abgeordnete des Hessischen Landtags.
Eva Ludwig war bis 1994 Wissenschaftliche Mitarbeiterin beim Europäischen Parlament und Hausfrau in Darmstadt. Für die CDU war sie seit 1985 Mitglied der Verbandsversammlung des Landeswohlfahrtsverbandes Hessen. Am 22. November 1994 rückte sie für Bernd Siebert, der in den Bundestag gewählt wurde, in den Landtag nach. Dem Landtag gehörte sie drei Wahlperioden lang bis zum 4. April 2003 an. Sie kandidierte jeweils im Wahlkreis Darmstadt-Stadt I, wurde aber stets über die CDU-Landesliste gewählt.